# Ana Laan
Ana Serrano van der Laan (Madrid, 1967) es una cantautora y compositora española.

## Biografía
Nace en Madrid en 1967 pero se cría en Estocolmo (Suecia), en un hogar trilingüe español, inglés y sueco. En su adolescencia se traslada a Inglaterra y posteriormente a España, donde después de estudiar filología inglesa emprende su carrera musical, colaborando con otros artistas como Javier Álvarez, Sergio Dalma, Jorge Drexler, Diego Vasallo, Christina Rosenvinge y David Broza.
Graba dos CD bajo el pseudónimo Rita Calypso para la discográfica Siesta en colaboración con el productor Ramón Leal. Con la misma productora también forma parte del dúo pop Magic Whispers.
En su primer CD en solitario Ana Laan graba sus propias canciones con la colaboración de músicos como Juan Campodónico, Luciano Supervielle o Jorge Drexler, y coproduce el álbum con Leo Sidran. 
El disco se publicó en EE. UU. en 2004 y en Argentina en 2005. A raíz de su publicación actuó en Nueva York, Chicago, Minneapolis y Buenos Aires, y tuvo un showcase en el Latin Alternative Music Conference en Nueva York en 2005.
En diciembre de 2004 el Chicago Tribune incluye Orégano en su lista de los 10 mejores discos latinos del año. 
Para el dolor, el segundo tema de Orégano, fue incluido en la compilación Music From the Wine Lands de Putumayo. Además, el álbum fue galardonado con el Independent Music Award (Premio de la Música Latina) al mejor álbum latino.
En 2005 se separa de su entonces marido, el cantautor uruguayo Jorge Drexler, con el que tuvo un hijo, Pablo.
En 2006 graba en Nueva York su cuarto disco, Chocolate and Roses, también con la producción de Leo Sidran, y con la colaboración de Phil Mossman, Matías Cella, Michael Leonhart, Ramón Leal y Javier Álvarez.
Presenta este álbum en el festival South By Southwest, en Austin, Texas, en marzo de 2007, y en agosto hace una pequeña gira por EE. UU.

## Influencias
Ana Laan reconoce influencias de diversos artistas y estilos, entre ellos: Jorge Drexler, Erik Satie, Björk, Rufus Wainwright, Les Luthiers, Camille, Keren Ann, Fiona Apple, Shawn Colvin, Joni Mitchell, Harold Arlen, Kevin Johansen, Aterciopelados, The Beatles, João Gilberto, Caetano Veloso, Gal Costa, Marisa Monte, Gilberto Gil, Paul Simon, Henri Salvador, Maria Albistur, Heitor Villa-Lobos, Bebel Gilberto, Brazilian Girls, Blue Nile, Bulgarian Voices, Radiohead, Portishead, PJ Harvey, Arvo Part, Sade, Manzanita, Morcheeba, Nouvelle Vague, Benjamin Biolay, Elvis Costello, Mercedes Sosa, Misa Criolla (Ariel Ramírez), Billie Holiday, Chet Baker, Bill Evans, Blossom Dearie, Emilíana Torrini, Imogen Heap, Marvin Gaye, Bruce Springsteen, Astrud Gilberto, Javier Álvarez, Fernando Cabrera...

## Discografía

### Álbumes
- Apocalypso - 2002 (bajo el seudónimo de Rita Calypso)
- Sicalyptico - 2004 (bajo el seudónimo de Rita Calypso)
- Orégano - 2004/2005
- Chocolate and Roses - 2007
- Sopa de Almendras - 2010